# Laurie Strode
 (août 2025).
Si vous disposez d'ouvrages ou d'articles de référence ou si vous connaissez des sites web de qualité traitant du thème abordé ici, merci de compléter l'article en donnant les références utiles à sa vérifiabilité et en les liant à la section « Notes et références ».
Laurie Strode est un personnage de fiction apparaissant dans neuf des treize films de la saga Halloween. Elle fut interprétée à sept reprises par Jamie Lee Curtis dans la saga originale (entre 1978 et 2022) et deux fois par Scout Taylor-Compton dans les remakes réalisés par Rob Zombie (en 2007 et 2009). Elle est généralement le protagoniste majeur des volets dans lesquels elle figure, éclipsant souvent le tueur en série Michael Myers, malgré une absence lors des épisodes 3 à 6.
Elle est la seule survivante, avec les enfants qu'elle gardait comme baby-sitter, du premier massacre de Michael durant la nuit d'Halloween 1978, lors de laquelle ses plus proches amis sont assassinés. Son histoire varie ensuite selon les diverses chronologies de la saga. Dans la chronologie initiale, elle se révèle être la sœur de son bourreau et est à nouveau traquée par lui à plusieurs reprises. Dans la chronologie de 2018, alors que Michael a été interné dès la première tuerie, elle se montre profondément traumatisée et se prépare à l'affronter de nouveau, quarante ans plus tard, alors qu'elle est devenue mère et grand-mère.
Femme pure, intelligente et forte, s'endurcissant au contact de son adversaire pour finalement devenir la seule à pouvoir lui faire face, Laurie Strode a profondément renouvelé l'image de la scream queen (ou « final girl ») dans le slasher,. Ses évolutions tout au long de la franchise, ainsi que celles de Michael Myers, sont représentatives de celles du genre.

## Biographie de fiction

### Halloween, La Nuit des masques
Laurie est une jeune fille de 17 ans qui a été adoptée par la famille Strode. Elle fréquente l'école secondaire Haddonfield High School. Elle passe son temps libre à faire du baby-sitting. Elle a deux amies de son âge : Annie Brackett, fille du shérif, et Lynda Van Der Klok. Toutes les trois résident dans la banlieue de Haddonfield, dans l'Illinois.
Le mardi 31 octobre 1978, son père adoptif lui demande une clé de la maison des Myers lorsqu'elle se rend à son école. Quand elle laisse la clé sous la porte, Michael Myers, la regarde à son insu. Elle l'aperçoit une première fois lorsqu'elle est en cours. Puis, une deuxième avec ses deux amies lorsqu'elles rentrent chez elles et qu'il passe en voiture. Une troisième fois à quelques mètres d'elle derrière un buisson et une quatrième fois dans son jardin.
Le soir même, Laurie et l'une de ses amies, Annie, vont faire du baby-sitting dans deux maisons voisines. Pendant qu'elles s'y rendent, elles croisent le père d'Annie, le shérif Brackett, sur les lieux d'un cambriolage. Elles ne se doutent pas qu'au même moment, quelqu'un les suit.
Dans la soirée, après avoir confié une petite fille à Laurie, qui garde un petit garçon, Annie part chercher en voiture son petit copain Paul. Elle est ainsi égorgée par Myers, qui s'était caché sur la banquette arrière. Une autre amie de Laurie, Lynda et son copain Bob arrivent à leur tour dans la maison où Annie doit se trouver. Ils profitent de ce qu'ils sont seuls pour faire l'amour. Parti chercher de la bière, Bob est empalé contre un mur et Lynda est étranglée avec le fil du téléphone alors qu'elle essaie de joindre Laurie.
Laurie, croyant à une mauvaise farce, se rend à la maison et découvre les corps de ses trois amis, exposés dans une macabre mise en scène. Épouvantée, elle est blessée au bras par Myers et tombe dans les escaliers, se faisant mal à la cheville. Mais elle réussit à s'échapper. Revenue chez les Doyle, elle est attaquée à deux reprises par le tueur masqué, qu'elle parvient à blesser à chaque fois. Mais l'homme semble invincible et se relève toujours.
Finalement, le docteur Loomis, qui a traité Myers pendant des années, arrive sur les lieux. Il est alerté par les hurlements de Tommy et Lindsay. Myers essaye d'étrangler Laurie. Pendant ce combat, elle parvient à lui retirer son masque, ce qui semble le déstabiliser pendant quelques secondes. Loomis profite de l'instant pour tirer six coups de feu sur son patient, le faisant tomber par l'une des fenêtres du premier étage. Mais quand il ressort pour voir le corps de l'assassin, ce dernier a disparu.

### Halloween 2
Terriblement choquée, Laurie, blessée au bras et à la cheville, est conduite à l'hôpital local.
Dans sa chambre, Laurie a appris de la bouche d'un jeune infirmier amoureux d'elle, Jimmy Lloyd, le nom de son agresseur. Dans un état somnolent dû aux médicaments, elle fait d'étranges rêves d'enfance dans lesquels sa mère lui dit qu'elle n'est pas sa véritable génitrice et où elle rend visite à un jeune garçon muet enfermé dans une chambre d'hôpital.
Comme une somnambule, Laurie quitte sa chambre et tombe nez-à-nez avec une infirmière, laquelle est tuée par Myers sous ses yeux. Laurie parvient avec difficulté à échapper à son frère ; après une fuite éperdue, elle est enfin secourue par Loomis qui vide une seconde fois son chargeur sur l'assassin. Ce n'est toujours pas assez pour arrêter le malade qui égorge l'agent fédéral. Réfugié avec la jeune fille dans une salle d'opération, Loomis est blessé au ventre d'un coup de scalpel. Laurie, après avoir appelé Myers par son prénom, arrive à le faire hésiter quelques secondes avant de lui tirer deux balles dans les yeux, ce qui le rend aveugle. Loomis en profite pour ouvrir toutes les bouteilles de gaz inflammable de la salle, ordonne à Laurie de s'enfuir, puis allume son briquet, provoquant une terrible explosion et se sacrifiant par la même occasion. Myers, torche humaine, sort de la boule de feu avant de s'effondrer à terre.
À l'aube du 1er novembre, Laurie est conduite dans un autre hôpital, en compagnie du dernier survivant de l'équipe médicale, Jimmy.

### Mort présumée
Dans le quatrième volet, Halloween 4 : Le Retour de Michael Myers, Laurie Strode est morte dans un accident de voiture en novembre 1987 avec son mari mais a eu une fille, Jamie Lloyd.

### Halloween, 20 ans après
Dans cet opus, on retrouve Laurie directrice d'un collège privé. Elle se fait appeler Keri Tate et a un fils, John. Michael la retrouve et s'ensuit une course poursuite dans l'établissement.
Michael tombe d'une fenêtre et est laissé pour mort. Mais Laurie, connaissant son frère, sait que ce dernier ne fait que simuler la mort et prend le contrôle de l'ambulance.
Elle provoque un accident et décapite Michael avec une hache.

### Halloween: Resurrection
Après s'être rendu compte qu'elle a décapité un innocent et non Michael, Laurie devient très instable et finit par être internée au Grace Andersen Sanitarium en Californie. Trois ans plus tard, Michael la retrouve et une course poursuite s'engage alors dans l'établissement. Laurie tend un piège a Michael sur le toit mais il finit par l'amadouer en lui faisant croire qu'il n'est pas Michael (en reproduisant le même geste que l'innocent du film précédent) et tend alors sa main pour retirer son masque. Cependant, il l'attrape et essaye de la faire tomber mais il finit par la poignarder, Laurie l'embrasse avant de tomber dans le vide une fois que Michael retire son couteau.
Laurie Strode est définitivement morte.

### Halloween(2007)
Dans le remake, Laurie est d'abord un bébé dans une famille peu recommandable (mère stripteaseuse, beau-père alcoolique et agressif) mais après que son frère, Michael Myers, a assassiné la moitié de sa famille au couteau de cuisine, y compris leur grande sœur, elle est adoptée par la famille Strode. Plus tard, elle est devenue une adolescente normale avec ses amies (Annie Brackett, fille du shérif, et Lynda Van Der Klok) et ses problèmes de lycéenne. Elle fait ensuite face au meurtre de toute sa famille par son frère (elle ne sait pas que c'est son frère), elle va devoir l'affronter pour survivre.

### Halloween 2(2009)
Dans le deuxième film, elle est traumatisée par les événements dramatiques du massacre d'Halloween où elle a perdu toute sa famille. Elle vit maintenant avec les Brackett et traite son traumatisme grâce à la thérapie. Plus tard, elle apprend que son vrai nom est Angel Myers et qu'elle est la sœur de Michael Myers. Effondrée, elle décide d'aller faire la fête avec ses amies pour échapper à ses émotions négatives. Mais son frère la rattrape et recommence le massacre. Comme Michael, Laurie a des visions fantomatiques de sa mère. Après l'affrontement final, et la mort de son frère, elle est internée dans un asile psychiatrique.
Dans une fin alternative, Michael sort de la Cabane et poignarde Loomis avant d’être abattu par la police, Laurie sort à son tour et ramasse le couteau de Michael, elle s'approche de Loomis (encore à terre) et se fait abattre, croyant qu'elle allait l'attaquer ce qui est une erreur. Elle s'effondre alors au côté de son frère et rêve de la même chose que dans la version d'origine sauf que cette fois-ci, la pièce blanche est la mort et non une chambre d'asile psychiatrique.

### Halloween(2018)
Ce nouvel opus se déroule directement après le premier film de 1978 et n'inclut volontairement pas les suites.
Laurie Strode, traumatisée par les événements survenus pendant Halloween il y a 40 ans, doit à nouveau confronter Michael Myers et l’empêcher de s'en prendre à sa fille Karen Strode, à sa petite-fille Allyson Strode, ainsi qu'à leur entourage.

## Autres médias
Laurie Strode jeune est un personnage jouable dans le jeu vidéo multijoueur Dead by Daylight, disponible dans le DLC Halloween avec Michael Myers.